# Jean-Pierre Bacri
Jean-Pierre Bacri (n. 24 mai 1951, Bou Ismaïl, Franța – d. 18 ianuarie 2021, Paris, Métropole du Grand Paris, Franța) a fost un actor, scenarist și dramaturg francez.
El este autorul a nouă scenarii scrise împreună cu Agnès Jaoui, dintre care cinci sunt regizate de aceasta și în care el joacă. De asemenea, colaborează în repetate rânduri cu regizori precum Cédric Klapisch, Alain Chabat, Alain Resnais, Claude Berri și Pascal Bonitzer. Printre filmele scenarizate de tandemul Bacri-Jaoui, Le Goût des autres (2000) a fost nominalizat la Oscar pentru cel mai bun film internațional în cadrul ceremoniei Oscar 2001, iar Comme une image (2004) a fost recompensat cu Premiul pentru scenariu la Festivalul de Film de la Cannes din 2004.
În teatru a fost recompensat în 1992 cu premiul Molière pentru cel mai bun autor, pentru piesa Cuisine et Dépendances. În 2017 a obținut premiul Molière pentru cel mai bun actor pentru rolul său din Les Femmes savantes. În cinematografie, a câștigat de patru ori premiul César pentru cel mai bun scenariu original, a obținut o dată Césarul pentru cel mai bun actor în rol secundar și a fost nominalizat de șase ori la categoria cel mai bun actor.

## Biografie

### Origini și școlarizare
Jean-Pierre Sauveur Bacri s-a născut pe 24 mai 1951 în Bou Ismaïl, într-o familie de evrei sefarzi din Algeria. Datorită tatălui său, care lucra ca poștaș în timpul săptămânii și plasator de bilete în weekend la cinematograful Star de la ville, el a descoperit lumea cinematografiei.
Ajuns cu părinții la Cannes în 1962, Jean-Pierre Bacri îl întâlnește pe Cyril de La Patellière la liceul Carnot. Inițial, își dorește să devină profesor de franceză și latină, dar se îndreaptă spre o carieră în domeniul bancar. Totuși, la 23 de ani, renunță la postul său de la Société Générale, se mută la Paris și decide să lucreze în publicitate. Pentru a-și câștiga existența, lucrează ca plasator la Olympia și face curățenie în birouri. În paralel, ghidat de o cunoștință din Cannes, urmează cursurile de actor la cursurile Simon și la cele ale lui Jean Périmony, în timp ce scrie piese de teatru. Una dintre acestea, Le Doux Visage de l'amour, îi aduce premiul Fondation de la Vocation în 1979.

### Cariera de actor

#### Anii 1980
În 1979, Jean-Pierre Bacri joacă primul său rol în cinema, interpretând un anestezist în filmul Doctorul (film) (în franceză Le Toubib). Totuși, rolul care îl face cunoscut publicului larg este cel al unui proxenet în Le Grand Pardon de Alexandre Arcady, lansat în 1982. Colaborarea sa cu Roger Hanin, și el pied-noir ca și Bacri, facilitează întâlnirea cu Arcady. Cu toate acestea, relația dintre cei doi se deteriorează după piesa Argent mon bel amour, în 1983. În acea perioadă, Bacri este apropiat de actorul Jean-Pierre Bouvier.
Apoi, Jean-Pierre Bacri joacă numeroase roluri secundare, colaborând cu mai mulți regizori: Diane Kurys, Claude Lelouch, Claude Pinoteau, Luc Besson, Jean-Michel Ribes, Tony Gatlif, Gérard Krawczyk, Jean-Pierre Mocky, Pierre Tchernia, Jean-Marie Poiré, Yves Boisset și Yves Robert.
În 1986, numele său începe să apară în prim-plan: joacă în Mort un dimanche de pluie de Joël Santoni, urmat de L'Été en pente douce de Gérard Krawczyk, lansat în 1987. În același an, interpretează un rol în piesa L'Anniversaire de Harold Pinter, pusă în scenă de Jean-Michel Ribes, alături de viitoarea sa colegă și parteneră, Agnès Jaoui.

#### Anii 1990: Revelație și consacrare
În 1993, Jean-Pierre Bacri se afirmă în comedia Cuisine et Dépendances, la cărei poveste o co-seminează. Apoi, își consolidează poziția de scenarist cu comedia lui Alain Resnais, Smoking / No Smoking, al cărei scenariu l-a scris împreună cu Agnès Jaoui. Acest lungmetraj le aduce premiul César pentru cel mai bun scenariu original în 1994. Duo-ul Bacri-Jaoui confirmă rapid succesul, de această dată și ca actori.
Anul 1996 îi aduce cu adevărat în atenția publicului larg, odată cu comedia Un air de famille, adaptată de Cédric Klapisch după o altă piesă co-scrisă de duo-ul Bacri-Jaoui, cunoscut sub expresia „Jabac” folosită de Alain Resnais. Filmul le aduce premiul César pentru cel mai bun scenariu original în 1997.
În același an, Jean-Pierre Bacri se afirmă și ca actor, având rolul principal în comedia fantastică Didier, primul lungmetraj regizat de Alain Chabat. Bacri își cultivă aici personajul de „etern cârcotaș”. Ulterior, joacă în comedia On connaît la chanson, un nou film al lui Alain Resnais, al cărui scenariu l-a co-scris din nou împreună cu Agnès Jaoui. De această dată, Bacri câștigă nu doar César-ul pentru cel mai bun scenariu original sau adaptare, ci și César-ul pentru cel mai bun actor în rol secundar.
În 1998, Jean-Pierre Bacri joacă alături de Catherine Deneuve, protagonista dramei Place Vendôme, regizată de Nicole Garcia. Ulterior, o reîntâlnește pe Nicole Garcia ca actriță în comedia Kennedy et moi, regizată de Sam Karmann, lansată în 1999.
Anul 2000 îi permite lui Jean-Pierre Bacri să se afirme din nou atât ca autor, cât și ca actor, cu filmul Le Goût des autres, regizat de această dată de Agnès Jaoui. Filmul primește numeroase premii și le aduce duo-ului Bacri-Jaoui al patrulea César pentru cel mai bun scenariu original sau adaptare.

#### Anii 2000: Confirmare critică

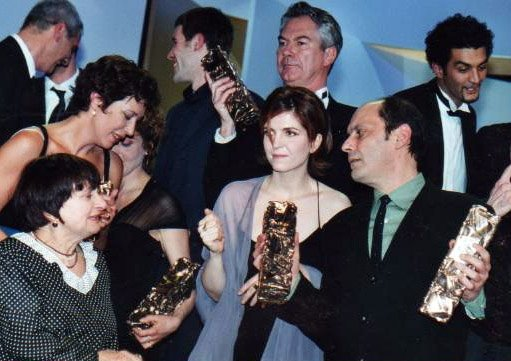
Actorul, alături de Agnès Jaoui, înconjurați de Karin Viard, Anne Alvaro, Agnès Varda, Jalil Lespert și Ramzy Bedia, la cea de-a 26-a ceremonie a premiilor César, pentru filmul Le Goût des autres.

Devenit un colaborator apropiat al lui Alain Chabat, Jean-Pierre Bacri contribuie la scenariul marii producții Astérix și Obélix: Misiune Cleopatra și se ocupă, de asemenea, de narațiunea filmului. Filmul devine un succes uriaș al anului 2002. În același an, Bacri joacă alături de tânăra Émilie Dequenne în comedia Une femme de ménage, regizată de Claude Berri.
În 2003, Jean-Pierre Bacri face parte, alături de Nathalie Baye, Isabelle Carré și Melvil Poupaud, din cvartetul format de Noémie Lvovsky pentru comedia dramatică Les Sentiments. Apoi, în 2004, joacă în drama Comme une image, regizată de Agnès Jaoui, alături de tânăra Marilou Berry. Filmul le aduce duo-ului Bacri-Jaoui Premiul pentru scenariu la Festivalul de Film de la Cannes din 2004.
În 2005, Jean-Pierre Bacri decide să susțină colectivul Devoirs de mémoires în calitate de mentor.
În 2006, Jean-Pierre Bacri colabore din nou cu regizoarea Nicole Garcia, interpretând rolul principal în comedia dramatică Selon Charlie. Apoi, în 2008, revine alături de Agnès Jaoui pentru comedia dramatică Parlez-moi de la pluie, în care joacă și Jamel Debbouze, într-un rol atipic, explorând tema rasismului cotidian.
În 2009, Jean-Pierre Bacri joacă în drama independentă Adieu Gary, scrisă și regizată de Nassim Amaouche. Ulterior, în 2011, apare în thrillerul Avant l'aube, regizat de Raphaël Jacoulot.

#### Protagonist principal (anii 2010)

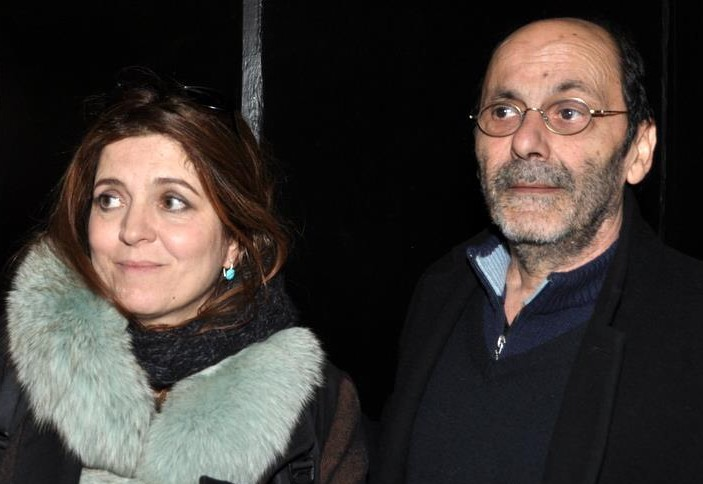
Agnès Jaoui și Jean-Pierre Bacri, prezenți la o avanpremieră a filmului Au bout du conte în 2013.

În septembrie 2012, Jean-Pierre Bacri interpretează rolul principal masculin în comedia Cherchez Hortense, regizată de Pascal Bonitzer.
Apoi, Jean-Pierre Bacri colabore din nou cu Agnès Jaoui pentru al șaselea lungmetraj, comedia fantastică Au bout du conte, lansată în 2013. Bacri interpretează rolul unui instructor auto care crede, fără îndoială, că momentul său final a sosit. Din distribuția principală fac parte Agathe Bonitzer, Arthur Dupont și Benjamin Biolay.
Anul 2015 este marcat de lansarea lungmetrajului La Vie très privée de monsieur Sim, o comedie dramatică regizată de Michel Leclerc, în care Jean-Pierre Bacri joacă alături de Isabelle Gélinas.
În 2016, Jean-Pierre Bacri colabore din nou cu Pascal Bonitzer pentru comedia Tout de suite maintenant, în care joacă alături de Agathe Bonitzer, Vincent Lacoste și Lambert Wilson.
În anul următor, Jean-Pierre Bacri joacă rolul principal în două lungmetraje. În iunie apare în satira Grand Froid, alături de Arthur Dupont În și Olivier Gourmet. În octombrie, joacă în comedia dramatică Le Sens de la fête, scrisă și regizată de un alt duo celebru al cinematografiei franceze, Olivier Nakache și Éric Toledano. Loial colaborării cu Alain Chabat, Bacri face și o apariție în comedia Santa et Cie.
În 2018, Jean-Pierre Bacri a colaborat din nou cu Agnès Jaoui pentru satira Place publique. Ulterior, interpretează rolul unui patriarh în comedia dramatică Photo de famille, în care joacă alături de Chantal Lauby.

### Angajament politic
Angajat politic de stânga, Jean-Pierre Bacri a fost membru, în 2014, al comitetului de susținere pentru candidatura lui Anne Hidalgo la primăria Parisului.

### Luări de poziție
În 2018, în timpul unei sesiuni de întrebări și răspunsuri pentru promovarea DVD-ului Place publique, Jean-Pierre Bacri l-a criticat pe fostul ministru al Mediului, Nicolas Hulot. El i-a reproșat „falsa naivitate” în privința rolului lobby-urilor și retragerea din guvern după doar un an de participare.

### Viața privată
În 1987, Jean-Pierre Bacri o întâlnește pe Agnès Jaoui, partenera sa în piesa L'Anniversaire de Harold Pinter, regizată de Jean-Michel Ribes. Cei doi formează un cuplu până în 2012. După despărțire, rămân apropiați și continuă să scrie și să joace împreună atât în cinematografie, cât și în teatru.

### Deces și omagii
Jean-Pierre Bacri a murit de cancer pe 18 ianuarie 2021, în arondismentul 6 din Paris, la vârsta de 69 de ani. Întreaga lume culturală, alături de numeroase personalități publice, i-a adus un omagiu. Actorul Alain Chabat a declarat: „Îl adoram pe Jean-Pierre Bacri înainte de a-l întâlni și chiar mai mult după aceea. Fie că i-ai intersectat drumul sau nu, el era prietenul nostru. Atâtea motive să-l iubești.”
Posturile de televiziune și-au adaptat, de asemenea, programul pentru a-i aduce un omagiu actorului. Pe 24 ianuarie, Le Sens de la fête, film regizat de Éric Toledano și Olivier Nakache, în care Jean-Pierre Bacri a avut unul dintre ultimele sale roluri principale, a fost difuzat în premieră în clar pe TF1. Filmul a înregistrat cea mai bună audiență a anului pentru un film difuzat la televizor, atrăgând 7,5 milioane de telespectatori.
Funeraliile lui Jean-Pierre Bacri au avut loc în intimitate pe 26 ianuarie, la crematoriul cimitirului Père-Lachaise, unde a fost incinerat. Ulterior, cenușa sa a fost înmânată familiei.
În cadrul celei de-a 46-a ceremonii a premiilor César, a fost difuzat un omagiu adus lui Jean-Pierre Bacri. În semn de recunoaștere a carierei sale, i-a fost acordat postum un César d'honneur.

## Distincții

### Premii
- Prix Tristan-Bernard 1982
- Molières 1992 : pentru cel mai bun spectacol comic (împreună cu Agnès Jaoui și Stéphan Meldegg) pentru Cuisine et dépendances
- Molières 1992 : pentru cel mai bun autor (împreună cu Agnès Jaoui) pentru Cuisine et dépendances
- Premiul César 1994: pentru cel mai bun scenariu original sau adaptare (împreună cu Agnès Jaoui) pentru Smoking / No Smoking
- Premiul César 1997: pentru cel mai bun scenariu original sau adaptare (împreună cu Agnès Jaoui) pentru Un air de famille
- Premiul César 1997: pentru cel mai bun actor în rol secundar în On connaît la chanson
- Lumières de la presse internationale 1997: pentru cel mai bun scenariu (împreună cu Agnès Jaoui) pentru Un air de famille
- Premiul César 1998: pentru cel mai bun scenariu original sau adaptare (împreună cu Agnès Jaoui) pentru On connaît la chanson
- Étoiles d'or 2000: Cel mai bun actor pentru Kennedy et moi
- Festivalul de Film de la Cabourg 2000: Swann d'or pentru cel mai bun actor pentru Le Goût des autres.
- Premiile Academiei Europene de Film 2000: Premii pentru cel mai bun scenarist (împreună cu Agnès Jaoui) pentru Le Goût des autres
- Premiul César 2001: pentru cel mai bun scenariu original sau adaptare (împreună cu Agnès Jaoui) pentru Le Goût des autres
- Lumières de la presse internationale 2001: pentru cel mai bun scenariu (împreună cu Agnès Jaoui) pentru Le Goût des autres
- Prix René-Clair 2001
- Festivalul Internațional de Film de la Cannes 2004: Premiul pentru cel mai bun scenariu (împreună cu Agnès Jaoui) pentru Comme une image.
- Premiile Academiei Europene de Film 2004: Premii pentru cel mai bun scenarist (împreună cu Agnès Jaoui) pentru Comme une image
- Étoiles d'or 2005: Cel mai bun scenariu (împreună cu Agnès Jaoui) pentru Comme une image
- Premiul César 2021: César onorific